# Liopygus gestroi
Liopygus gestroi är en skalbaggsart som först beskrevs av Lewis 1888.  Liopygus gestroi ingår i släktet Liopygus och familjen stumpbaggar. Inga underarter finns listade i Catalogue of Life.